# Арефьев, Ленин Алексеевич
Ленин (Леонид) Алексеевич Арефьев (1924—1976) — мастер спорта СССР (хоккей с мячом), двукратный чемпион СССР.

## Карьера
Л. А. Арефьев начал играть в хоккей с мячом в Иркутске в команде Дворца пионеров в 1938 году, в 1940 году начал играть в молодёжной команде «Спартак».
После войны вернулся в Иркутск, где выступал за «Локомотив», Дом офицеров, «Динамо». В 1952—1956 годах выступал за армейцев Свердловска. В 1956—1958 — главный играющий тренер БАЗ (Краснотурьинск). В 1958—1960 играл в шелеховском «Строителе».
Последний игровой сезон (1960—1961) снова выступал в составе иркутских железнодорожников.

## Достижения
— Чемпион СССР — 1953, 1956 

 — Серебряный призёр чемпионата СССР — 1955 

 — Финалист Кубка СССР — 1953 

 — Обладатель Кубка ЦС ДСО Локомотив — 1948 

- Включался в список 22 лучших игроков сезона — 1953